# Stränggjutning
Stränggjutning är en gjutprocess som ämnar framställa metalliska ämnen som kan användas vid tillverkning av plåt, stång och tråd. Anledningen till att processen heter stränggjutning är att smältan töms i en gjutlåda som kontrollerar flödet in i den kylda kokillen. Smältan transporteras genom kokillen medan den delvis stelnar. För att minska kostnad för uppvärmning transporteras oftast ämnena direkt vidare till vidare produktion av exempelvis plåt.
Ämnena som framställs kallas på engelska billets, blooms, och slabs. Billets har ett kvadratiskt tvärsnitt ämnat för tillverkning av tråd. Blooms har likaså ett kvadratiskt tvärsnitt men är ämnat för tillverkning av stång eller räls. Slabs, däremot, har ett rektangulärt tvärsnitt och är ämnat för tillverkning av plåt.
En av pionjärerna inom stränggjuting var Hofors bruk, och försök gjordes under Martin Wiberg 1932, sex år innan världens första fullt fungerande anläggning, i Kuznetskii i Sovjetunionen, togs i drift. 1954 invigdes den första svenska stränggjutningsmaskinen, på Nyby bruk. Den var dock en experimentmodell, men i början av 1960-talet blev Halmstads Järnverks stränggjutningsmaskin, invigd 1962, den första att fungera ordentligt i ordinarie verksamhet.

## Betonggjutning

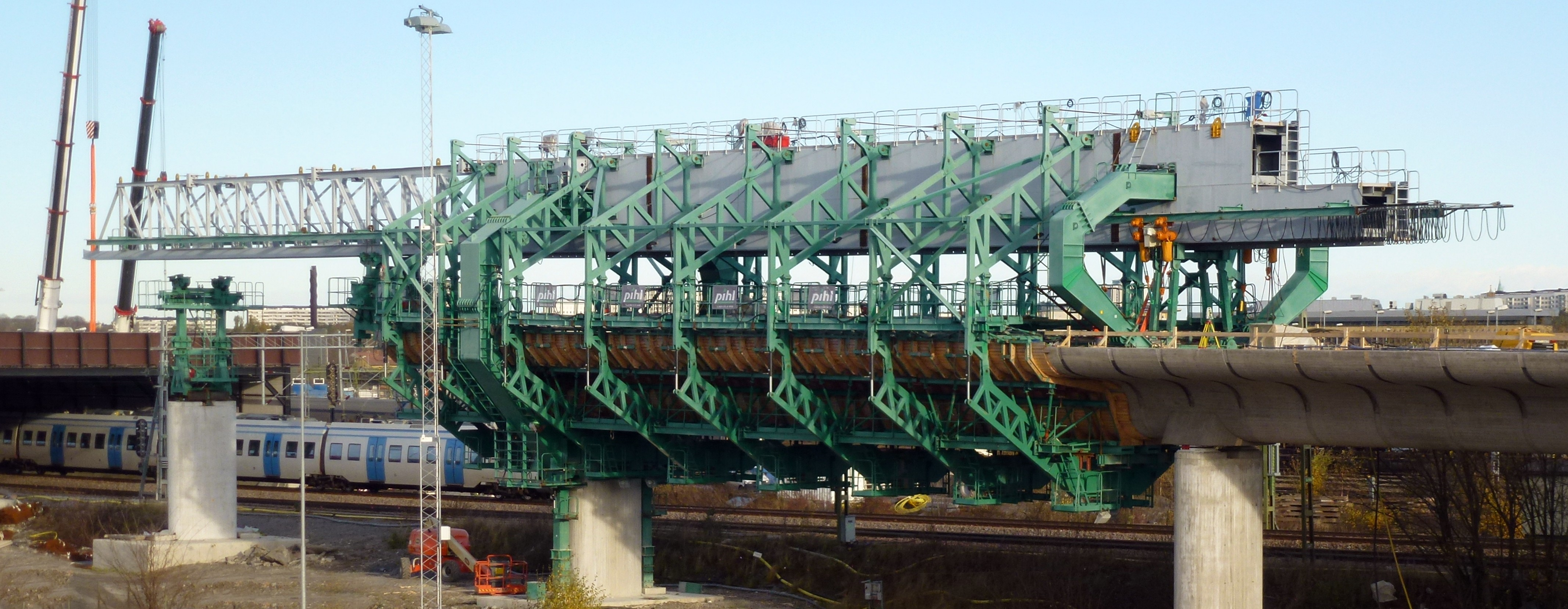
Stränggjutning av betong för en järnvägsbro, Västberga, södra Stockholm.

Stränggjutning är också vanligt vid gjutning av större betongkonstruktioner som till exempel bropelare eller hisschakt. Gjutformen är öppen i båda ändor och lyfts långsamt uppåt under det att cement fylls på uppifrån. Processen går så långsamt att betongen hinner stelna innan gjutformen har glidit förbi.